# Bolivia tại Thế vận hội
Bolivia tham dự Thế vận hội lần đầu năm 1936. Quốc gia này đã liên tục gửi vận động viên (VĐV) tới các kỳ Thế vận hội Mùa hè từ 1964, trừ lần tẩy chay Thế vận hội Mùa hè 1980. Bolivia cũng tham gia một vài kỳ Thế vận hội Mùa đông trong khoảng 1956 - 1992, và kể từ 1992 tới nay chưa từng trở lại đại hội này.
Tính đến thời điểm hiện tại, chưa VĐV nào của đoàn Bolivia giành được huy chương Thế vận hội, khiến nước này trở thành nước duy nhất ở Nam Mỹ chưa có huy chương tại đấu trường thể thao Olympic. Tuy nhiên, đội tuyển bóng đá U15 quốc gia Bolivia đã mang về huy chương vàng tại Thế vận hội Giới trẻ ở Singapore năm 2010.

## Bảng huy chương

### Huy chương tại các kỳ Thế vận hội Mùa hè
| Thế vận hội           | Số VĐV        | Vàng          | Bạc           | Đồng          | Tổng số       | Xếp thứ       |
| 1896–1932             | không tham dự | không tham dự | không tham dự | không tham dự | không tham dự | không tham dự |
| Berlin 1936           | 1             | 0             | 0             | 0             | 0             | –             |
| Luân Đôn 1948         | không tham dự |               |               |               |               |               |
| Helsinki 1952         | không tham dự |               |               |               |               |               |
| Melbourne 1956        | không tham dự |               |               |               |               |               |
| Roma 1960             | không tham dự |               |               |               |               |               |
| Tokyo 1964            | 1             | 0             | 0             | 0             | 0             | –             |
| Thành phố México 1968 | 4             | 0             | 0             | 0             | 0             | –             |
| München 1972          | 11            | 0             | 0             | 0             | 0             | –             |
| Montréal 1976         | 4             | 0             | 0             | 0             | 0             | –             |
| Moskva 1980           | không tham dự | không tham dự | không tham dự | không tham dự | không tham dự | không tham dự |
| Los Angeles 1984      | 11            | 0             | 0             | 0             | 0             | –             |
| Seoul 1988            | 7             | 0             | 0             | 0             | 0             | –             |
| Barcelona 1992        | 13            | 0             | 0             | 0             | 0             | –             |
| Atlanta 1996          | 8             | 0             | 0             | 0             | 0             | –             |
| Sydney 2000           | 5             | 0             | 0             | 0             | 0             | –             |
| Athens 2004           | 7             | 0             | 0             | 0             | 0             | –             |
| Bắc Kinh 2008         | 7             | 0             | 0             | 0             | 0             | –             |
| Luân Đôn 2012         | 6             | 0             | 0             | 0             | 0             | –             |
| Rio de Janeiro 2016   | 12            | 0             | 0             | 0             | 0             | –             |
| Tokyo 2020            | chưa diễn ra  |               |               |               |               |               |
| Tổng số               | Tổng số       | 0             | 0             | 0             | 0             | –             |

### Huy chương tại các kỳ Thế vận hội Mùa đông
| Thế vận hội              | Số VĐV        | Vàng          | Bạc           | Đồng          | Tổng số       | Xếp thứ       |
| 1924–1952                | không tham dự | không tham dự | không tham dự | không tham dự | không tham dự | không tham dự |
| Cortina d'Ampezzo 1956   | 1             | 0             | 0             | 0             | 0             | –             |
| Squaw Valley 1960        | không tham dự |               |               |               |               |               |
| Innsbruck 1964           | không tham dự |               |               |               |               |               |
| Grenoble 1968            | không tham dự |               |               |               |               |               |
| Sapporo 1972             | không tham dự |               |               |               |               |               |
| Innsbruck 1976           | không tham dự |               |               |               |               |               |
| Lake Placid 1980         | 3             | 0             | 0             | 0             | 0             | –             |
| Sarajevo 1984            | 3             | 0             | 0             | 0             | 0             | –             |
| Calgary 1988             | 6             | 0             | 0             | 0             | 0             | –             |
| Albertville 1992         | 5             | 0             | 0             | 0             | 0             | –             |
| Lillehammer 1994         | không tham dự |               |               |               |               |               |
| Nagano 1998              | không tham dự |               |               |               |               |               |
| Thành phố Salt Lake 2002 | không tham dự |               |               |               |               |               |
| Torino 2006              | không tham dự |               |               |               |               |               |
| Vancouver 2010           | không tham dự |               |               |               |               |               |
| Sochi 2014               | không tham dự |               |               |               |               |               |
| Pyeongchang 2018         | 2             | 0             | 0             | 0             | 0             | –             |
| Bắc Kinh 2022            | chưa diễn ra  | chưa diễn ra  | chưa diễn ra  | chưa diễn ra  | chưa diễn ra  | chưa diễn ra  |
| Tổng số                  | Tổng số       | 0             | 0             | 0             | 0             | –             |